# Муму (фильм, 1959)
«Муму́» — советский художественный фильм 1959 года по одноимённому рассказу Ивана Сергеевича Тургенева.

## Сюжет
Экранизация одноимённого рассказа Ивана Тургенева «Муму».

## В ролях
- Афанасий Кочетков — Герасим
- Елена Полевицкая — барыня
- Нина Гребешкова — Татьяна
- Игорь Безяев — Капитон
- Иван Рыжов — Гаврила Андреич
- Евгений Тетерин — Харитон
- Леонид Кмит — Степан
- Геннадий Сайфулин — форейтор
- Варвара Мясникова — Любимовна
- Александра Денисова — кастелянша
- Инна Фёдорова — Устинья, жена Гаврилы Андреича (в титрах А. Федорова)
- Гавриил Белов — Потап, кучер
- Алексей Добронравов — дядя Хвост
- Елена Вольская — кухарка
- Алевтина Румянцева — прачка (в титрах: А. Румянова)

## Съёмочная группа
- Автор сценария: Хрисанф Херсонский
- Режиссёры: Анатолий Бобровский, Евгений Тетерин
- Оператор: Константин Петриченко
- Художники: Александр Борисов, Арнольд Вайсфельд
- Композитор: Алексей Муравлёв